# آصف علي زرداري
آصف علي زرداري (بالأردية: آصف علی زرداری) (بالسندية: آصف علي زرداري) (26 يوليو 1955 -)، هو سياسي باكستاني يشغل منصب الرئيس الرابع عشر لباكستان، بعد أن شغل نفس المنصب من عام 2008 إلى عام 2013، والرئيس المشارك لحزب الشعب الباكستاني من ديسمبر 2007 حتى ديسمبر 2015. وزرداري هو أرمل بينظير بوتو، التي خدمت مرتين رئيسة لوزراء باكستان. أصبح زعيماً لحزب الشعب الباكستاني بعدما اغتيلت زوجته في ديسمبر 2007. ويعد من بين أغنى خمسة رجال في باكستان إذ تقدر القيمة الصافية لثروته 1.8 مليار دولارا في 2005.

## النشأة وتعليمه
آصف علي زرداري ينتمي إلى المسلمين الشيعة طائفة السندية بلوش (تتكلم السندية) وتنتمي لولاية السند. ولد في كراتشي وهو ابن حكيم علي زرداري، رئيس إحدى القبائل السندية، الذين اختاروا الحياة الحضرية على الحياة الريفية الخشنة. والدته من أسرة خان بهادور حسن علي أفندي، الذي كان من بين مؤسسي المؤسسة التعليمية الأولى في ولاية السند والتي سميت «مدرسة الإسلام السندية في كراتشي».
حصل زرداري على تعليمه الابتدائي من مدرسة كراتشي لتعلم قواعد اللغة ودراسته الثانوية من كلية عسكرية، في بيتارو. وعندما وجد زرداري أن الترشيح لمنصب في البرلمان عام 2002 يتطلب درجة جامعية، ادعى أنه تخرج من إحدى الكليات في لندن. ولكن هذا الادعاء لم يثبت قط.

## خدماته في الحكومة أثناء حكم بينظير بوتو
تزوج زرداري بوتو في 18 ديسمبر 1987. وفي عام 1988 فازت زوجته بمقعد رئيسة الوزراء، وفي نفس العام أصبح زرداري عضوا في الجمعية الوطنية لباكستان. كما شغل منصب وزير البيئة والاستثمار في حكومات بوتو. خلال هذا الوقت بدأ خصوم ومعارضو زرداري استخدام لقب «السيد 10 ٪»، في إشارة إلى اتهامات الفساد الموجهة ضده.
خسرت حكومة بوتو في انتخابات عام 1990. وبعدها على الفور حُقِّق مع زرداري في سويسرا في ظل ادعاءات بحصوله على عمولات من شركتين تتخذان من سويسرا مقرا لهما. ادعى زرداري أن هذه الاتهامات كانت ذات طبيعة سياسية، وأغلقت سويسرا القضية في 2008، وأفرجت عن أصوله المجمدة. وقال المدعى العام أنه لا يوجد دليل لجلب زرداري للمحاكمة.
عندما عادت بوتو إلى السلطة في عام 1993، أطلق سراح زرداري من السجن وأصبح وزيرا في الحكومة. وفي عام 1996، بعد تغيير الحكومة، قُبض على زردارى مرة أخرى. من 1997 إلى 2004 أبقي زرداري في السجن تحت اتهامات فساد متعددة واتهامات قتل أيضا. اتهم المحققون الباكستانيون زرداري وزوجته بينظير بتهمة اختلاس ما يصل إلى 1.5 مليار دولار أمريكي من حسابات الحكومة. واتهم أيضا بتهمة التآمر لقتل مرتضى بوتو، شقيق زوجته بينظير بوتو وجرت تبرئته منه في وقت لاحق. ادعاء آخر تضمن عقارا في ساري تكهنت الصحافة الباكستانية أن زرداري قد قام بشراءه. تاريخ زرداري المالي كان موضوع دراسةِ حالةٍ أدرجت في تقرير مجلس الشيوخ الأمريكي في عام 1999، كان عنوان التقرير «مختلف أوجه الضعف في الإجراءات المصرفية».
وجد الطبيب النفسي في نيويورك في مارس / آذار 2007 أن الوقت الذي قضاه زرداري في السجن تركه بذاكرة ضعيفة. وادعى زرداري أنه تعرض للتعذيب. عندما ترشح زرداري للرئاسة الباكستانية في عام 2008، قال السفير الباكستاني حسين حقاني للولايات المتحدة الأمريكية ان زرداري في وضعه الحالي ليس في حالة ذهنية تتطلب مساعدة نفسية أو علاجية. في أكتوبر 2007 أصدر الرئيس الباكستاني برويز مشرف قانون المصالحة الوطنية الذي يمنح العفو للسياسيين في مناصبهم من عام 1986 حتى عام 1999 وصب ذلك في مصلحته.

## الرئيس المشارك لحزب الشعب الباكستاني
اغتيلت بنظير بوتو في 27 ديسمبر 2007، بعد وقت قصير من عودتها من المنفى إلى باكستان، فأصبح آصف علي زرداري في 30 ديسمبر 2007 الرئيس المشارك لحزب الشعب الباكستاني، جنبا إلى جنب مع ابنه بيلاوال بوتو، الذي يدرس حاليا في جامعة أكسفورد. ومن المقرر أن يتولى بيلاوال المنصب بعد أن يستكمل دراسته.
بعد اغتيال بينظير بوتو، أكد زرداري مجددا بعدم اهتمامه بمنصب رئيس الوزراء. قام الرئيس زرداري وميان نواز شريف، زعيم الرابطة الإسلامية الباكستانية (ن) بالانضمام مع بعض الأحزاب السياسية الصغيرة، في تحالف انتخابي فاز بأغلبية كبيرة في الانتخابات، وأطاحوا ب«مشرف» حاكم الرابطة الإسلامية الباكستانية (حزب الرابطة الإسلامية - س). وبعد الانتخابات، دعا إلى تشكيل حكومة وحدة وطنية، وتقسيم مجلس الوزراء بين شركاء التحالف على أساس تناسبي. قال آصف علي زرداري ورئيس الوزراء الباكستاني السابق نواز شريف يوم 21 فبراير 2008 أن أحزابهم سوف تعمل معاً في البرلمان الوطني بعد تسجيلهم فوزا كبيرا في الانتخابات.
في 5 آذار / مارس 2008، تمت تبرئة زرداري من خمسة تهم فساد كجزء من قرار المحكمة الذي «ألغى القضايا المرفوعة ضد جميع شاغلي الوظائف العامة» بموجب مرسوم المصالحة الوطنية. وكانت عنده محاكمة أخرى على التهم المتبقية في 14 نيسان 2008، بُرءت ساحته فيها أيضا بموجب نفس مرسوم المصالحة الوطنية.
في 19 نيسان / أبريل 2008، أعلن زرداري في مؤتمر صحافي في لندن انه وشقيقته فريال تالبور، سيشاركان في الانتخابات الفرعية التي ستجرى في 3 حزيران / يونيو، وانه إذا لزم الأمر، سيناضل ليصبح رئيس وزراء البلد القادم، رغم أن أغلبية حزبه (ثُلثي حزبه) صوتت لتعلن أن يوسف رضا جيلاني سيكون رئيس الوزراء لمدة خمس سنوات.

### ترشيحه للرئاسة
استعد أثناء تحالفه مع نواز شريف لاقالة الرئيس الباكستاني برويز مشرف، وتم اعداد أوراق اتهامه وتم التجهيز لإقالته بالفعل، وذلك عندما كان مشرف على وفاق مع مستشاريه، واستقال بالفعل من الرئاسة في 18 أغسطس 2008. أكدت اللجنة التنفيذية المركزية لحزب الشعب الباكستاني رئاسة زرداري، وكذلك أيدها حزب المنافسة العرقية (الحركة القومية المتحدة) كمرشح لمنصب رئيس باكستان. ومع ذلك فقد كان هناك خلاف قوي بين شركاء التحالف الحالي، وكان حزب نواز شريف(حزب الرابطة الإسلامية الباكستانية) يهدد بالانسحاب من التحالف نتيجة لذلك. ويجب أن تجرى الانتخابات خلال 30 يوما من استقالة الرئيس السابق، وذلك وفقاً للدستور. ويتكون المجمع الانتخابي من مجلس الشيوخ والجمعية الوطنية والمجالس الإقليمية الأربعة. أعلنت اللجنة الانتخابية في باكستان في 22 أغسطس أن الانتخابات الرئاسية ستجرى في 6 سبتمبر، ويمكن تقديم أوراق الترشيح في الفترة من 26 أغسطس.
ذكرت صحيفة نيويورك تايمز أن زلماي خليل زاد، سفير الولايات المتحدة لدى الأمم المتحدة قد قدم المشورة لآصف علي زرداري بصورة غير رسمية. [بحاجة لمصدر]

## رئيس باكستان
انتخب زرداري رئيسا لباكستان، وأعلن القاضي محمد فاروق بصفته رئيس اللجنة الانتخابية أن «آصف علي زرداري حصل على 281 صوتا من أصل 426 صوتا من الذين شملهم الاستطلاع في البرلمان»، حصل زرداري على (62)صوتا من 65 من الأصوات الانتخابية في ولاية السند في حين ان معارضيه الاثنان الرئيسيان حصلوا على صفر من الأصوات؛ وحصل زرداري في الإقليم الحدودي الشمالي الغربي على 56 صوتا في مقابل 5 لصديقي وواحد لحسين؛ وحصل في بلوشستان على، 59 صوتا في حين حصل حسين وصديقي على صوتان لكل منهما. ومع ذلك، لم يفز زرداري بالأغلبية في أكبر مقاطعات البنجاب، حيث أن صديقي حصل على أغلبية واضحة من حزب الرابطة الإسلامية. أفادت بي بي سي ان زرداري «حصل على 481 صوتا، أي أكثر بكثير من 352 صوتا والذي من شأنه أن يضمن له الفوز.» وقالت صحيفة نيويورك تايمز ان زرداري سيؤدي اليمين الدستورية في «أقرب وقت في ليلة السبت أو في وقت متأخر من الاثنين أو الثلاثاء، وهذا ما قاله دبلوماسيون ومسؤولون.»
قام سعيدوزمان صديقي وهو قاضي متقاعد بتحدي زرداري عن طريق القضاء، وسعيدوزمان كان قاضيا سابقا تم ترشيحه من قبل نواز شريف PML-N, ومشهد حسين سيد، الذي تم ترشيحه من قبل PML-Q، التي ساندت مشرف.
ووفقا لدستور 1973 الذي له شعبيه حالياً (ولكنه معلن للتعديلات الرئيسية من قبل زرداري) أن رئيس باكستان، والذي يجب أن يكون مسلما، يتم ترشيحه من قبل هيئة انتخابية مؤلفة من أعضاء مجلسي البرلمان—342 مقعداً لمجلس النواب في الجمعية الوطنية ومجلس الشيوخ و100 عضوا في مجلس الشيوخ، وكذلك أعضاء المجالس الإقليمية الأربعة -- السند، والبنجاب، والحدود الشمالية الغربية وبلوشستان.
حصلت الجمعيات على إجمالي عدد مقاعد 1170، ولكن عدد أصوات الهيئة الانتخابية المؤلفة هو 702 منذ إحصاء أصوات الجمعيات الإقليمية على أسس نسبية. وسوف يصبح الرئيس الجديد، الذي يحصل على أكبر عدد من الأصوات، لمدة خمس سنوات الرئيس الحادي عشر لباكستان منذ بدأ الحكم عام 1956، عندما أصبحت البلاد جمهورية إسلامية باستثناء تصرف الرؤساء وCMLAs خلال فترات الحكم العسكري. كان التصويت دائرا في مبنى البرلمان، إلى أن انتهى أعضاء مجلس الشيوخ من الإدلاء بأصواتهم.
أدى زرداري اليمين أمام رئيس المحكمة العليا عبد الحميد دوجار في احتفال أقيم في القصر الرئاسي في 9 سبتمبر، 2008. وألقى خطابا في البرلمان لأول مرة يوم 20 سبتمبر 2008، ولكن الحدث قد طغى عليه التفجير الانتحاري الذي دمر فندق ماريوت في إسلام أباد. على الرغم من أن آصف علي زرداري قد انتخب دستوريا، إلا أنه كان يدير اليمين الدستورية برئاسة المستشار عبد الحميد دوغار الذي أدى اليمين الدستورية كرئيس العدل لباكستان بموجب الأمر الدستوري المؤقت. وقد نقضت المحكمة العليا الحكم الصادر من 7 مقاعد لبدلاء أعضاء اللجنة الدائمة لمكتب المشاريع والعقود. الحكم الصادر عن 7 أعضاء مقاعد للبدلاء ما يلي: «أن تعيين رئيس المحكمة العليا أو قضاة من المحكمة العليا أو كبار القضاة في المحاكم العليا في إطار مكتب المشاريع والعقود الجديدة سيكون غير قانوني ودون سلطة القضاء.»
قال شفقات محمود، وهو شريك سابق لبوتو: "زرداري لديه مشكلة الصورة، وذلك بسبب سمعته المتعلقة بالفساد، وأنه على الرغم من عدم ادانته بارتكاب أي مخالفات. إلا أنه سيكون في حاجة إلى تغيير هذه الصورة.
وفي 9 مارس 2024 اختار البرلمان الباكستاني آصف علي زرداري رئيساً لباكستان للمرة الثانية بعدما تولى هذا المنصب الفخري بين العامين 2008 و2013، حيث نال زرداري تأييد 411 صوتاً مقابل 181 صوتاً نالها محمود خان أشاكزاي مرشح المعارضة.

### الإصلاح الدستوري
في عام 2009، أخبر الرئيس زرداري اللجنة التنفيذية المركزية (لجنة الانتخابات المركزية) لحزب الشعب الباكستاني (حزب الشعب الباكستاني) أنه يرغب في إلغاء التعديل السابع عشر لدستور باكستان إلى المادة 58 2 (ب) من التعديل الثامن لدستور باكستان للحد من صلاحيات رئيس جمهورية باكستان الممتدة من قبل الإدارات السابقة.

## العلاقات مع زعماء العالم

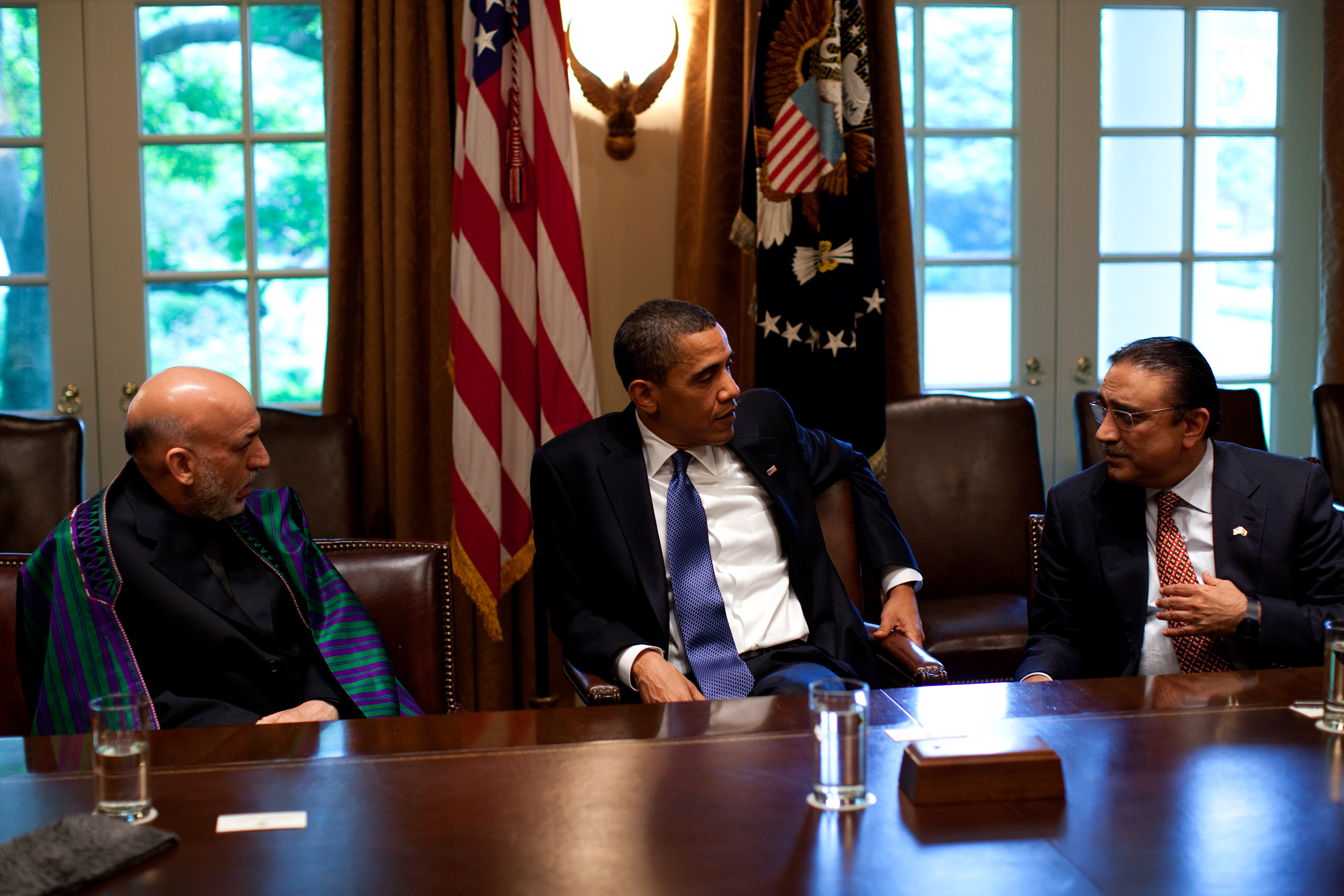
زرداري (على اليمين) مع الرئيس باراك أوباما (في الوسط) والرئيس الأفغاني حامد كرزاي (على اليسار) خلال الاجتماع الثلاثي للولايات المتحدة وأفغانستان وباكستان

اختار زرداري الصين لزيارتها كأول دولة بعد انتخابه في سبتمبر. وذهب إلى الولايات المتحدة ليشهد (ليحضر) الجمعية العامة للامم المتحدة. وتعهدالرئيس الصيني هو جين تاو للعمل مع زرداري لبناء شراكة سياسية واقتصادية قوية بين البلدين.
التقى زرداري بسارة بالين مرشحة الحزب الجمهوري لمنصب نائب الرئيس يوم 24 سبتمبر من عام 2008 أثناء وجوده في الولايات المتحدة. وأثناء سلامه على بالين علق لسانه وقال لها «يمكن أن أعانقك» وأثار ذلك جدلاً كبيراً، وكان سببا للفتوى «غير العنيفة» ضده بسبب كتابه «مديح السيدة غير المسلمة التي ترتدي تنورة قصيرة» ليس خلقا إسلاميا. اجتمع زرداري مع الرئيس الأمريكي باراك أوباما والرئيس الأفغاني حميد قرضاي في البيت الأبيض في مايو 2009 لمناقشة قضايا الأمن في المنطقة.
بناءً على إعادة انتخاب رئيس الوزراء الهندي مانموهان سينغ، اتصل آصف علي زرداري هاتفيا مع الدكتور سينغ وقدم تهانيه وعرضاً للعمل مع الحكومة الهندية لمواجهة التحديات في المنطقة.

## وصلات خارجية
- آصف علي زرداري على موقع IMDb (الإنجليزية)
- آصف علي زرداري على موقع الموسوعة البريطانية (الإنجليزية)
- آصف علي زرداري على موقع مونزينجر (الألمانية)
- آصف علي زرداري على موقع إن إن دي بي (الإنجليزية)
- آصف علي زرداري على موقع كينوبويسك (الروسية)
- لمحة: آصف علي زرداري من بي بي سي نيوز
- الرئيس الباكستاني آصف علي زرداري في خطابه أمام الجلسة الثالثة والستون للجمعية العامة للأمم المتحدة، 25 سبتمبر 2008
- انتخابات باكستان الرئاسيه في داون